# إيرول بالمر
إيرول بالمر (1945 - ) (بالإنجليزية: Errol Palmer)‏ هو لاعب كرة سلة أمريكي في مركز هجوم صغير الجسم.

## وصلات خارجية
- إيرول بالمر على موقع سبورتس رفرنس (الإنجليزية)
- إيرول بالمر على موقع كلية كرة السلة في سبورتس رفرنس.كوم (الإنجليزية)
- إيرول بالمر على موقع بروبوليرز (الإنجليزية)